# Йокогама (станція)
Йокогама (яп. 横浜駅) — залізнична станція, розташована в місті Йокогама. Найзавантаженіша станція префектури Канаґава і 5-я за завантаженістю в Японії.

## Структура
Станція складається з 11 ліній, які обслуговують 6 залізничних компаній Японії:

### Лінії
- Токайдо
- Йокосука
- Йокогама
- Сьонан-Сіндзюку
- Кейхін-Тохоку
- Неґісі
- Кейкю
- Сотецу
- Тойоко
- Мінатомірай
- Синя

### Компанії
- East Japan Railway Company — JR East (лінії Токайдо, Йокосука, Йокогама, Сьонан-Сіндзюку, Кейхін-Тохоку, Неґісі)
- Keikyu Corporation (лінія Кейкю)
- Sagami Railway (лінія Сотецу)
- Yokohama Municipal Subway (Синя лінія)
- Yokohama Minatomirai Railway Company (лінія Мінатомірай)
- Tokyu Corporation (лінія Тойоко)

Платформи ліній Keikyū і JR East знаходяться в переважно надземній секції станції. Компанії Yokohama Minatomirai Railway Company і Tokyu Corporation використовують одну станцію, яка розташована на 5-му підземному поверсі станції Йокогама. Компанія Yokohama Municipal Subway розташувала свої платформи на 3-му підземному поверсі, в західному напрямку від основної станції. Платформи компанії Sagami Railway знаходяться над землею, і з'єднані з торговим центром Сотецу.

## Довколишні об'єкти
Безпосередньо під станцією розташований комплекс торгових центрів, які з'єднані з усіма оточуючими станціями приміщеннями та будівлями. Також на станції знаходяться 3 автобусних термінали, а ще 2 розташовані неподалік від станції. Зі Східного виходу можна потрапити до універмагів Porta, Sogo (також східний автобусний термінал), Lumine, Kiyoken, Marui (0101), Йокогама Скай білдінгу, Йокогама Плаца готелю, Центрального офісу пошти Японії в Йокогамі.
Поруч із Західним виходом рохзташовано універмаги Takashimaya, Okadaya More's, Tokyu Hands, торгівельні центри CIAL, Sotetsu Joinus, Vivre, Daiei, магазини техніки Yodobashi Camera, Biccamera, Другий західний автобусний термінал, підземний торговий центр The Diamond, Sotetsu Mobile, Yokohama Bay Sheraton Hotel and Towers, Yokohama Cinema Society, Yokohama Excel Hotel Tokyu, NTT Yokohama East Building.

## Історія
Відкрито станцію Йокогама 7 травня 1872 року після прокладання залізниці Токіо — Йокогама (першої в Японії). 
15 серпня 1915 року відкривається нова станція, розташована поблизу нинішньої станції Такасіматьо. Стара станція перейменована в Сакурагітьо. Ця дата вважається офіційною датою відкриття нинішньої станції Йокогама. 1 вересня 1923 року її було знищено пожежею під час Великого кантоського землетрусу. Втім вже 7 вересня того ж року станція знову запрацювала.
18 березня 1928 року лінія компанії Tokyo Yokohama Railway (нині Лінія Тойоко) підведена до станції. 15 жовтня того ж року третя (нинішнє) будівля станції відкривається на північ від другої. 5 лютого 1930 року запрацювала Лінія компанії Keihin Electric Railway (нині Лінія Кейко), 27 грудня 1933 року — лінія компанії Jinchū Railway (нині Лінія Сотецу).
29 березня 1945 року під час Другої світової війни станцію було знищено під час американського бомбардування. З 1946 року починається відбудова. 9 грудня 1957 року відкривається північний підземний вихід. 4 вересня 1976 року Лінія № 3 Метрополітену Йокогами підведена до станції. 7 листопада 1980 року відкрито східну будівлю. На 1 січня 2004 року обслуговування й перевезення на станції становило 2 млн осіб на день. 1 лютого 2004 року працювала лінія Мінатомірай. У 2013 році перевезено протягом року 760 млн пасажирів.